# アラビヤの唄
「アラビヤの唄」（アラビヤのうた）は、昭和初期に日本で大ヒットした和製ジャヅ（ジャズ）の流行歌。

## 解説
元はアメリカのポピュラー作曲家F.フィッシャーによるMGM映画『受難者』（The Garden of Allah 1927年9月2日封切り）の主題歌である。本国ではヒットせず日本のみで流行した。
1927年（昭和2年）、アメリカ留学から帰国した音楽評論家の堀内敬三が、輸入された「あお空 (My Blue Heaven)」「アラビヤの唄」の楽譜に訳詞をつけて出版。これらの曲はNHKがラジオ番組のジャズバンド演奏に用いるために依頼されたものであった。同年、これらは和製ジャズシンガーのはしりである浅草オペラの二村定一によって歌われ、レコード録音された。演奏は紙恭輔ら。
1928年（昭和3年）2月23日にNHK東京放送局 (JOAK) の番組『ジャズ小唄』で二村により放送され、ステージ等でも歌われて大きな反響を呼ぶ。同年、二村と天野喜久代の合唱によって日本最初のジャズレコードのB面に録音されている（A面は「青空」）。このレコードは、当時20万枚以上を売り上げた。1928年（昭和3年）5月、日蓄のニッポノホンのレーベル（鷲印）で発売。同年11月、コロムビアのレーベルで再発売された。また、二村はビクターでも吹込み、同年10月新譜で発売された。
1929年（昭和4年）にはマキノプロダクションが同名の映画を製作した。
1943年（昭和18年）には、敵国の音楽であるという理由でジャズ音楽の演奏が禁止された。

## 作者
- 原題：Sing Me A Song Of Araby
- 作曲：フレッド・フィッシャー（Fred Fisher）
- 作詞：フレッド・フィッシャー
- 訳詞：堀内敬三
（日本語の歌詞は、音楽著作権が切れていないため割愛）

## 備考
- 2004年度NHK教育テレビ「アラビア語会話」のテーマソングとして復活、再び脚光を浴びる。
- 2017年度下期NHK連続テレビ小説「わろてんか」で、女芸人・秦野リリコ（演・広瀬アリス）が当時の流行歌として歌唱するシーンが入れられた。